# Vesicularia fasciculata
Vesicularia fasciculata är en mossdjursart som beskrevs av Jacqueline A. Soule 1953. Vesicularia fasciculata ingår i släktet Vesicularia och familjen Vesiculariidae. Inga underarter finns listade i Catalogue of Life.